# Districte de Görlitz
El Districte de Görlitz (en baix sòrab Wokrjes Zhorjelc) és un districte alemany (districte) en l'estat federal de Saxònia (Alemanya). Es troba a la part oriental de l'Alta Lusàcia. Limita al nord amb Brandenburg (Districte de Spree-Neiße), a l'est amb el districte de Bautzen, al sud amb la República Txeca, i a l'oest amb Polònia.

## Geografia
El districte comprèn la part sud-oriental de Lusàcia, incloent part de la Bergland Lausitzer. El riu Neisse travessa la frontera oriental del districte, mentre que el Spree travessa la part occidental.

## Història
El districte va ser creat per la fusió dels antics districtes de Löbau-Zittau i Niederschlesischer Oberlausitzkreis i el districte urbà de Görlitz, com a part de la reforma del districte d'agost de 2008.

## Política
El Kreistag del Lankreis de Görlitz és format per 92 diputats, que després de les eleccions convocades el 8 de juny de 2008 són repartits entre els partits:

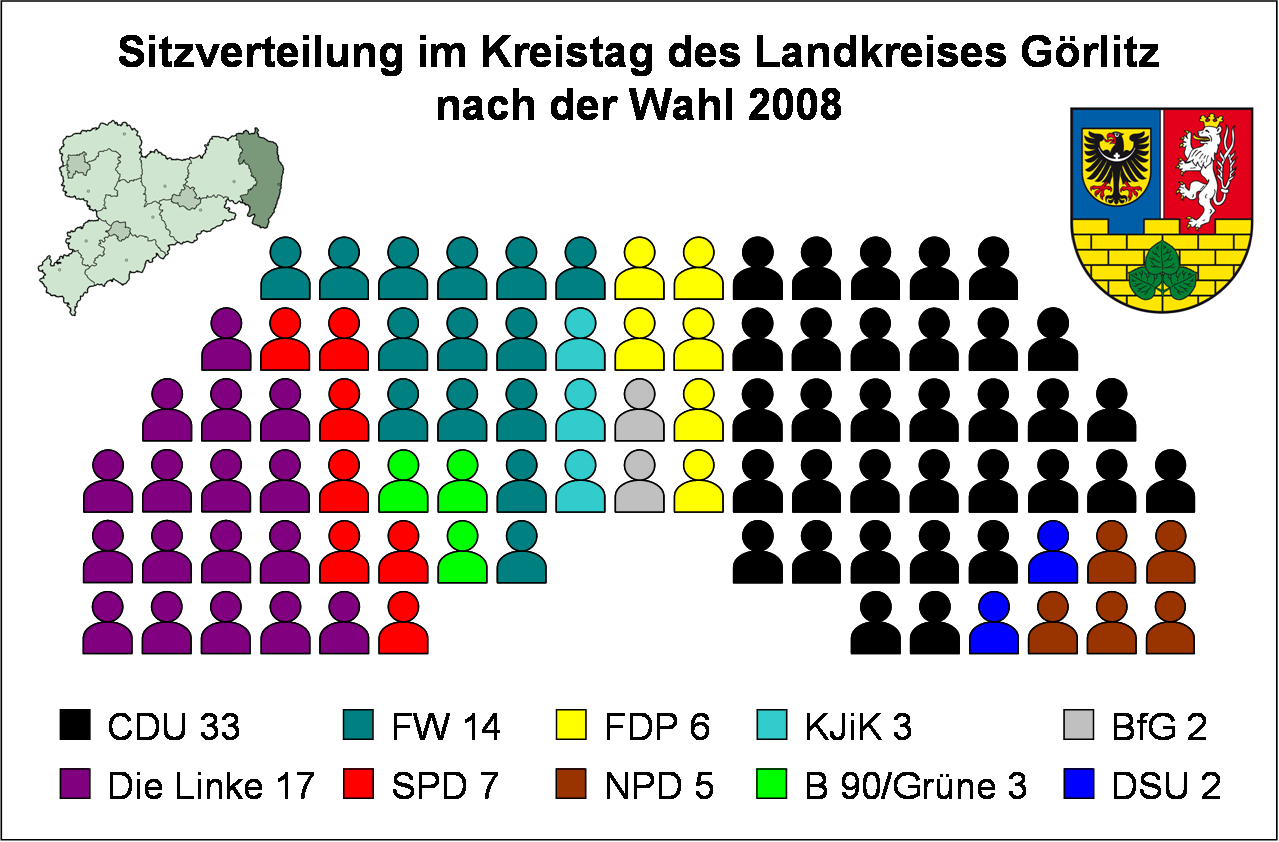
Composició del Lankdreis des del 8 de juny de 2008

| Partit                                                   | Vots (%) | Escons |
| -------------------------------------------------------- | -------- | ------ |
| CDU                                                      | 35,1     | 33     |
| Die Linke                                                | 18,3     | 17     |
| Freie Wähler                                             | 15,4     | 14     |
| SPD                                                      | 7,4      | 7      |
| FDP                                                      | 6,5      | 6      |
| NPD                                                      | 5,5      | 5      |
| Wählergemeinschaft für Kinder-Jugendliche-Familie (KJIK) | 3,5      | 3      |
| Bündnis 90/Die Grünen                                    | 3,2      | 3      |
| Bürger für Görlitz (BfG)                                 | 2,7      | 2      |
| DSU                                                      | 2,4      | 2      |

## Ciutats i municipis
| Ciutats 1. Bad Muskau (3.902) 2. Bernstadt auf dem Eigen (3.873) 3. Ebersbach (Saxònia) (8.321) 4. Görlitz, (56.461) 5. Herrnhut (3.523) 6. Löbau, (16.980) 7. Neugersdorf (6.040) 8. Neusalza-Spremberg (3.758) 9. Niesky, (10.286) 10. Ostritz (2.695) 11. Reichenbach/O.L. (4.151) 12. Rothenburg (Alta Lusàcia) (5.385) 13. Seifhennersdorf (4.371) 14. Weißwasser, (19.927) 15. Zittau, (28.906) | Municipis 1. Beiersdorf (1.264) 2. Berthelsdorf (1.702) 3. Bertsdorf-Hörnitz (2.415) 4. Boxberg/O.L. (5.321) 5. Dürrhennersdorf (1.152) 6. Eibau (4.743) 7. Gablenz (1.865) 8. Groß Düben (1.271) 9. Großhennersdorf (1.526) 10. Großschönau (6.200) 11. Großschweidnitz (1.388}) 12. Hähnichen (1.430) 13. Hainewalde (1.688) 14. Hohendubrau (2.162) 15. Horka (1.942) 16. Jonsdorf, Kurort (1.804) 17. Kodersdorf (2.581) 18. Königshain (1.277) 19. Krauschwitz (3.778) 20. Kreba-Neudorf (1.006) 21. Lawalde (2.053) 22. Leutersdorf (4.015) 23. Markersdorf (4.246) 24. Mittelherwigsdorf (4.003) 25. Mücka (1.200) 26. Neißeaue (1.895) 27. Niedercunnersdorf (1.625) 28. Obercunnersdorf (2.120) 29. Oderwitz (5.665) 30. Olbersdorf (5.693) 31. Oppach (2.970) 32. Oybin (1.549) 33. Quitzdorf am See (1.391) 34. Rietschen (2.857) 35. Rosenbach (1.681) 36. Schleife (2.740) 37. Schönau-Berzdorf (1.680) 38. Schönbach (1.296) 39. Schöpstal (2.628) 40. Sohland am Rotstein (1.387) 41. Trebendorf (1.040) 42. Vierkirchen (1.866) 43. Waldhufen (2.681) 44. Weißkeißel (1.415) |